# Peggy Guggenheim
Marguerite »Peggy« Guggenheim, ameriška zbiralka umetnin, * 26. avgust 1898, New York, ZDA, † 23. december 1979, Padova, Italija.